# Латвія в Європейському Союзі
Відносини між Латвією та Європейським Союзом — це вертикальні відносини між наднаціональною організацією та однією з її держав-членів.

## Історія
Латвія підписує договір про приєднання в Атенах 16 квітня 2003 року і приєднується до Європейського Союзу 1 травня 2004 року.
11 січня 2014 року Латвія приєднується до єврозони.
Латвія вперше головувала в Раді Європейського Союзу в першій половині 2015 року.